# ليان شوستر
ليان شوستر (بالإنجليزية: Leanne Schuster)‏ (7 فبراير 1973 في الولايات المتحدة - ) هي لاعبة كرة طائرة الولايات المتحدة.

## وصلات خارجية
- ليان شوستر على موقع قاعدة بيانات الكرة الطائرة الشاطئية (الإنجليزية)